# Caconde
Caconde là một đô thị ở bang São Paulo của Brasil. Đô thị này có vị trí địa lý vĩ độ 21º31'46" độ vĩ nam và kinh đô là 46º38'38" độ kinh tây, trên khu vực có độ cao 860 mét trên mực nước biển. Dân số năm 2004 là 18.940 người, diện tích là 470,50 km².

## Nhân khẩu
Tổng dân số: 18.378
- Thành thị: 11.817
- Nông thôn: 6.561
- Nam giới: 9.315
- Nữ giới: 9.063

Mật độ dân số (người/km²): 39,06
Tỷ lệ tử vong trẻ dưới 1 tuổi (trên 1 triệu cháu): 12,95
Tuổi thọ bình quân (tuổi): 72,86
Tỷ lệ sinh (trẻ trên mỗi bà mẹ): 2,57
Tỷ lệ biết đọc biết viết: 88,37%
Chỉ số phát triển con người (bình quân): 0,782
- Chỉ số phát triển con người (thu nhập): 0,694
- Chỉ số phát triển con người (tuổi thọ): 0,798
- Chỉ số phát triển con người (giáo dục): 0,853

(Nguồn: IPEADATA)